# Phare de Punta Nador
Le phare de Punta Nador est un phare situé sur Punta Nador, à 1,2 km à l'est de la ville de Larache (Région de Tanger-Tétouan-Al Hoceïma - Maroc).
Il est géré par l'autorité portuaire et maritime au sein du Ministère de l'équipement, du transport, de la logistique et de l'eau

## Histoire
Le phare de Punta Nador a été mis en service en 1919. C'est une grande tour octogonale de deux étages, avec deux galerie et lanterne, de 44 m de haut, au-dessus d'une maison de gardien. Tout le bâtiment est blanc, la lanterne et les galeries sont bleues.
Il est érigé sur le côté sud de l'entrée du port de Larache. Il émet, à 80 m au-dessus du niveau de la mer, deux éclats blancs toutes les 15 secondes, d'une portée maximale de 26 milles nautiques (environ 46 km).
Le ministère de pêche, avec l'aide de l'Agence de coopération internationale du Japon, a construit une académie maritime adjacente à la station de signalisation maritime.
Identifiant : ARLHS : MOR009 - Amirauté : D2532 - NGA : 22912 .

### Lien connexe
- Liste des phares du Maroc